# Kaditzsch
Kaditzsch ist ein zur Ortschaft Höfgen der Großen Kreisstadt Grimma gehöriges Dorf im Landkreis Leipzig in Sachsen. Es wurde am 1. Oktober 1938 nach Höfgen eingemeindet, mit dem es am 1. Januar 1994 zur Stadt Grimma kam.

## Geographie

### Geographische Lage und Verkehr

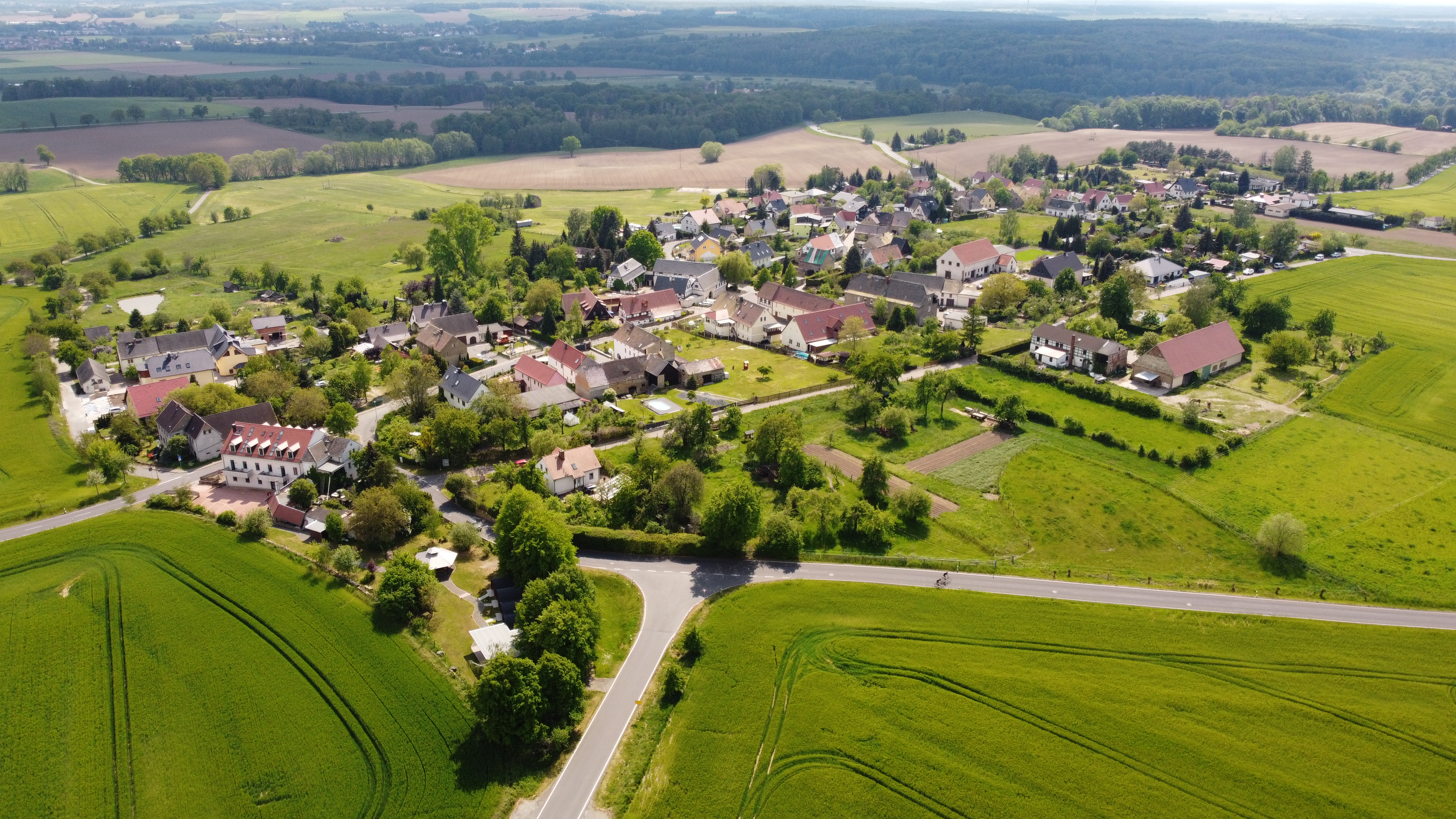
Luftbildaufnahme von Kaditzsch im Mai 2020

Kaditzsch befindet sich südöstlich der Kernstadt von Grimma an der Kreisstraße 8334 zwischen Neunitz und Höfgen. Westlich des Orts befindet sich über dem Ostufer der Mulde der Jutta-Park mit dem Bismarckturm, die Siedlung Turmweg und die Naturschaustätte Mohdschägiebchen.

### Nachbarorte
| Grimma                | Neunitz                                     | Grechwitz  |
| Nimbschen (zu Grimma) | Kompassrose, die auf Nachbargemeinden zeigt |            |
|                       | Höfgen                                      | Schkortitz |

## Geschichte

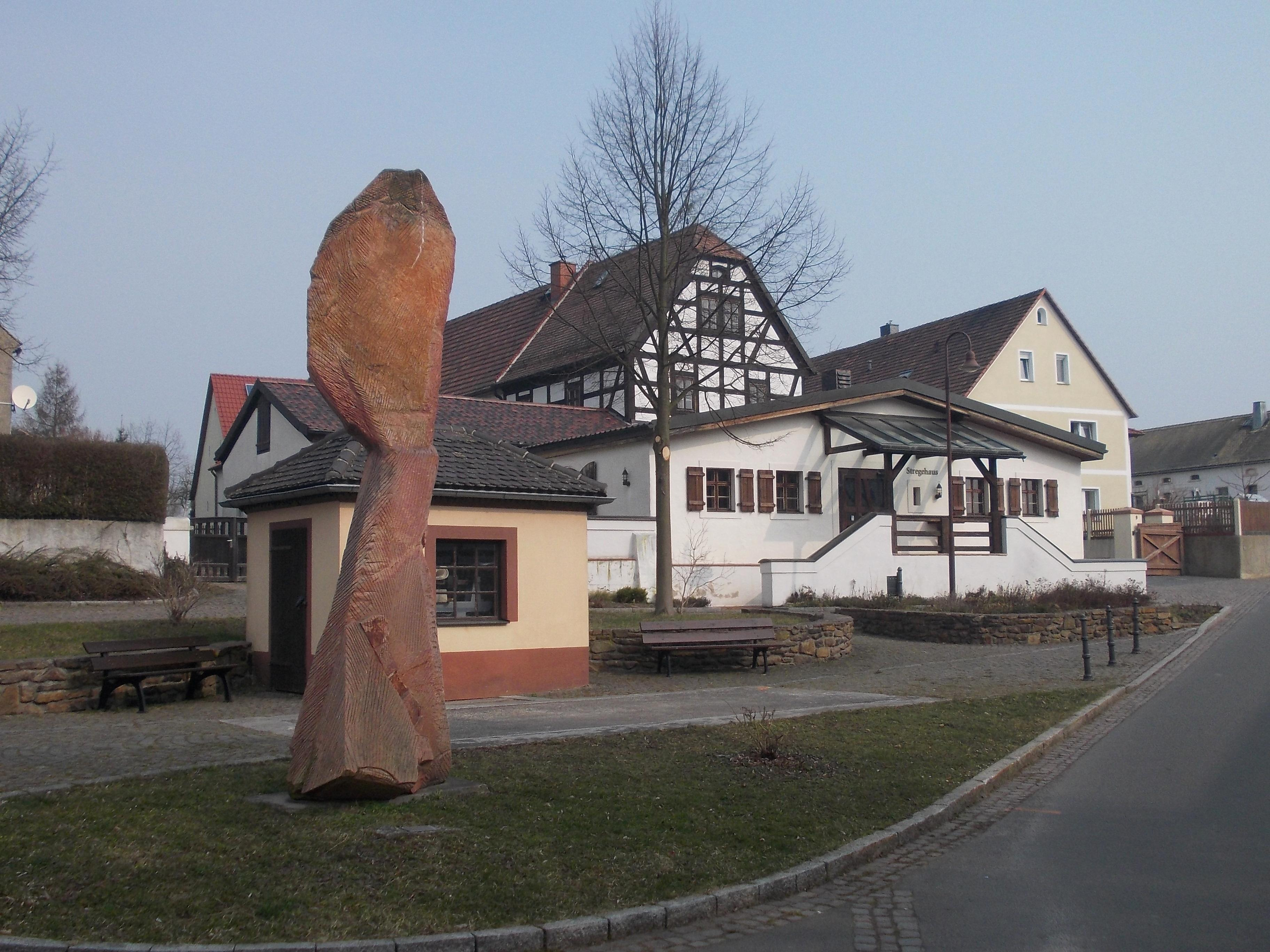
Gaststätte Stregehaus

Urkundlich wurde Kaditzsch 1350 das erste Mal als Katicz genannt. Weitere Nennungen waren:
- 1384: Gatschicz
- 1385: Katschicz
- 1473: Gaschitcz
- 1590: Katitzsch
- 1768: Kaditzsch

Bis ins 16. Jahrhundert gehörte Kaditzsch zum Besitz des Zisterzienserinnen-Klosters Nimbschen, welches infolge der Einführung der Reformation und der Säkularisation als geistliches Institut im Jahr 1536 aufgelöst wurde. Anschließend wurde der Wirtschaftsbetrieb und die dazugehörigen Besitzungen vorerst von dem Klosterverwalter fortgeführt, bis im Jahr 1542 der Kurfürst Johann Friedrich von Sachsen (1525–1554) das Klostergut verpachtete. Als Teil des einstigen Besitzes des säkularisierten Klosters Nimbschen bildete Kaditzsch zwischen 1550 und 1856 ein Amtsdorf des kurfürstlich-sächsischen bzw. königlich-sächsischen Schulamts Grimma, welches für die Verwaltung des Besitzes und der wirtschaftlichen Unterhaltung der Fürstenschule Grimma zuständig war. Das Schulamt Grimma wurde ab 1829 schrittweise mit dem Erbamt Grimma zusammengeführt. Bei den im 19. Jahrhundert im Königreich Sachsen durchgeführten Verwaltungsreformen wurden die Ämter aufgelöst. Dadurch kam Kaditzsch im Jahr 1856 unter die Verwaltung des Gerichtsamts Grimma und 1875 an die neu gegründete Amtshauptmannschaft Grimma.
Am 1. Oktober 1938 wurde Kaditzsch nach Höfgen eingemeindet. Kirchlich gehört Kaditzsch seit jeher zu Höfgen. Durch die zweite Kreisreform in der DDR im Jahr 1952 wurde Kaditzsch als Ortsteil der Gemeinde Höfgen dem Kreis Grimma im Bezirk Leipzig angegliedert, der 1990 als sächsischer Landkreis Grimma fortgeführt wurde und 1994 im Muldentalkreis bzw. 2008 im Landkreis Leipzig aufging. Seit der Eingemeindung der Gemeinde Höfgen nach Grimma am 1. Januar 1994 bildet Kaditzsch einen von vier Ortsteilen der Ortschaft Höfgen der Großen Kreisstadt Grimma.

### Entwicklung der Einwohnerzahl
| Jahr    | Einwohnerzahl                                         |
| ------- | ----------------------------------------------------- |
| 1548/51 | 11 besessene Mann, 24 Inwohner, 11 3⁄4 Hufen          |
| 1764    | 10 besessene Mann, 2 Gärtner, 4 Häusler, 11 5⁄8 Hufen |
| 1834    | 141                                                   |

| Jahr | Einwohnerzahl |
| ---- | ------------- |
| 1871 | 245           |
| 1890 | 317           |
| 1910 | 279           |

| Jahr | Einwohnerzahl |
| ---- | ------------- |
| 1925 | 259           |
| 2014 | 200           |

## Sehenswürdigkeiten und Kultur

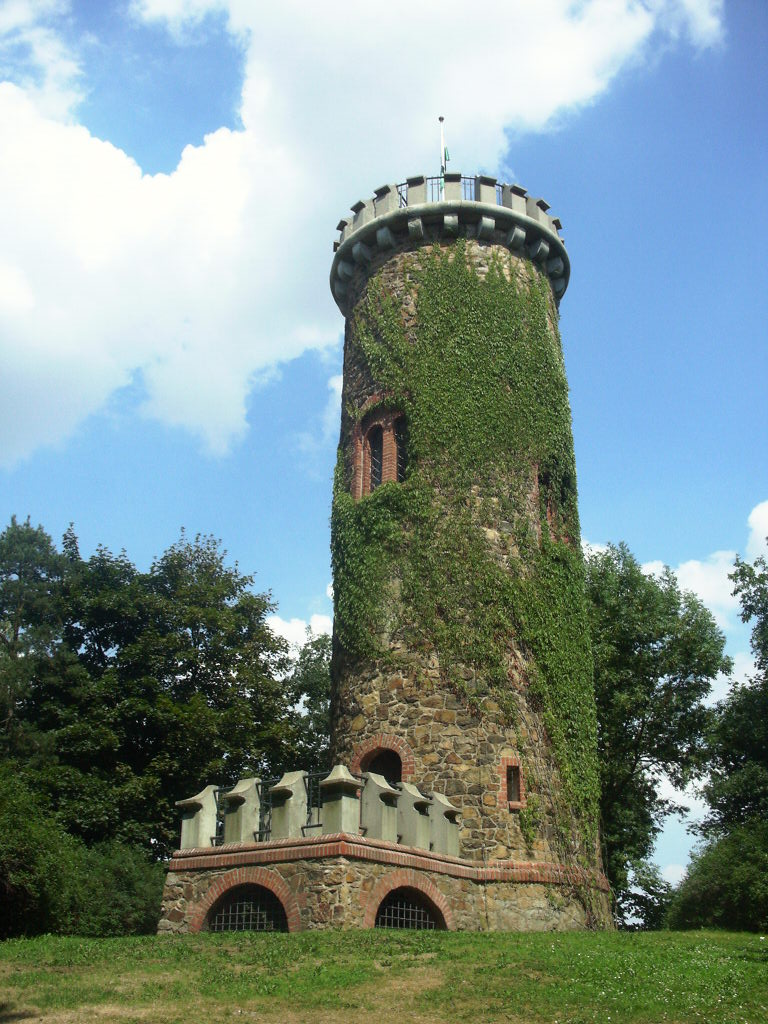
Bismarckturm Grimma

In Kaditzsch befindet sich die Denkmalschmiede Höfgen (siehe dort). Des Weiteren befindet sich in unmittelbarer Nähe der Jutta-Park, ein im 19. Jahrhundert im englischen Stil angelegtes Waldgebiet am Ostufer der Mulde mit Springbrunnen und dem 1905 eingeweihten Bismarckturm. Im Parkgelände präsentieren die Künstler der Denkmalschmiede Höfgen ihre Werke. Nördlich des Jutta-Parks befindet sich die Naturschaustätte Mohdschägiebchen.